# Kurt Wüsthoff

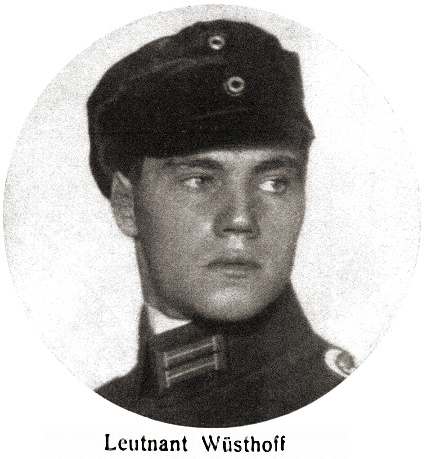
Kurt Wüsthoff

Kurt Wüsthoff (* 27. Januar 1897 in Aachen; † 23. Juli 1926 in Dresden) war ein deutscher Jagdflieger und jüngster Träger des Orden Pour le Mérite.

## Leben
Kurt Wüsthoff war zunächst Kampfflieger im Kampfgeschwader 1 und meldete sich dann zur Jagdfliegerei, wo er zunächst in der Jasta 4 flog und später Chef der Jasta 15 wurde. Nachdem er bereits 27 Luftsiege errungen hatte, wurde Wüsthoff am 17. Juni 1918 im Kampf mit drei britischen S.E.5 und einem Sopwith Dolphin der Squadrons 23 und 24 der Royal Air Force mit seinem Fokker D.VII bei Cachy zur Landung gezwungen und gefangen genommen.
Am 18. Juli 1926 verunglückte Wüsthoff beim Schaufliegen während des Immelmann-Gedächtnisflugtags auf dem Flugplatz Dresden-Kaditz. Bei einem Kunstflug stürzte er aus einer Höhe von etwa 150 Metern ab und wurde aus seinem Flugzeug geschleudert. Das Flugzeug wurde vollständig zertrümmert und der bewusstlose Wüsthoff erlitt einen Schädelbruch und zwei Beinbrüche. Er wurde in das Friedrichstädter Krankenhaus eingeliefert. Dort mussten ihm beide Beine amputiert werden. Wüsthoff kam nur noch einige wenige Male kurz zu schwachem Bewusstsein und erlag fünf Tage später seinen schweren Verletzungen.
Im Ortsteil Neu-Tempelhof des Berliner Bezirks Tempelhof-Schöneberg ist die Wüsthoffstraße nach ihm benannt.